# Bahnstrecke Betzdorf–Daaden
| Der Haltepunkt Alsdorf (Sieg) im Oktober 2010 |                         |                                  |                                  |
| Streckennummer (DB): | 9288, ehem. 2883        |                                  |                                  |
| Kursbuchstrecke (DB): | 463                     |                                  |                                  |
| Kursbuchstrecke: | 166n (1934) 194n (1946) |                                  |                                  |
| Streckenlänge: | 9,9 km                  |                                  |                                  |
| Spurweite: | 1435 mm (Normalspur)    |                                  |                                  |
| Streckenklasse: | C2                      |                                  |                                  |
| Maximale Neigung: | 22,4 ‰                  |                                  |                                  |
| Minimaler Radius: | 190 m                   |                                  |                                  |
| Streckengeschwindigkeit: | 60 km/h                 |                                  |                                  |
| Zugbeeinflussung: | PZB                     |                                  |                                  |
| |                         |                                  |                                  |
| \| \| \| von Köln \| \| \| \| −1,287 \| Betzdorf (Sieg) (Keilbahnhof) \| 186 m \| \| \| \| nach Siegen \| \| \| \| \| nach Haiger \| \| \| \| −0,136 \| Alsdorfer Tunnel (131 m) \| Alsdorfer Tunnel (131 m) \| \| \| 0,000 \| Abzw Grünebach \| Abzw Grünebach \| \| \| \| nach Haiger (bis 1987) \| \| \| \| 0,370 \| Alsdorf (Sieg) (ehem. Grünebach) \| Alsdorf (Sieg) (ehem. Grünebach) \| \| \| 2,870 \| Schutzbach (alter Bf) \| Schutzbach (alter Bf) \| \| \| 3,300 \| Schutzbach (neuer Hp) \| Schutzbach (neuer Hp) \| \| \| 4,780 \| Niederdreisbach (zuvor Bf) \| Niederdreisbach (zuvor Bf) \| \| \| 6,490 \| Biersdorf (Westerw) (bis 2022) \| Biersdorf (Westerw) (bis 2022) \| \| \| 6,900 \| Biersdorf (Westerw) Ort \| Biersdorf (Westerw) Ort \| \| \| 8,340 \| Daaden \| 293 m \| \| \| \| \| \| \| Quellen: [2][3][4][5][6] \| \| \| \| |                         |                                  |                                  |
| Strecke |                         | von Köln                         | von Köln                         |
| Bahnhof | −1,287                  | Betzdorf (Sieg) (Keilbahnhof)    | 186 m                            |
| Abzweig geradeaus und nach links |                         | nach Siegen                      | nach Siegen                      |
| Abzweig geradeaus und nach links |                         | nach Haiger                      | nach Haiger                      |
| Tunnel | −0,136                  | Alsdorfer Tunnel (131 m)         | Alsdorfer Tunnel (131 m)         |
| ehemalige Blockstelle | 0,000                   | Abzw Grünebach                   | Abzw Grünebach                   |
| Abzweig geradeaus und ehemals nach links |                         | nach Haiger (bis 1987)           | nach Haiger (bis 1987)           |
| Haltepunkt / Haltestelle | 0,370                   | Alsdorf (Sieg) (ehem. Grünebach) | Alsdorf (Sieg) (ehem. Grünebach) |
| ehemaliger Bahnhof | 2,870                   | Schutzbach (alter Bf)            | Schutzbach (alter Bf)            |
| Haltepunkt / Haltestelle | 3,300                   | Schutzbach (neuer Hp)            | Schutzbach (neuer Hp)            |
| Haltepunkt / Haltestelle, ehemals Bahnhof | 4,780                   | Niederdreisbach (zuvor Bf)       | Niederdreisbach (zuvor Bf)       |
| ehemaliger Bahnhof | 6,490                   | Biersdorf (Westerw) (bis 2022)   | Biersdorf (Westerw) (bis 2022)   |
| Haltepunkt / Haltestelle | 6,900                   | Biersdorf (Westerw) Ort          | Biersdorf (Westerw) Ort          |
| Kopfbahnhof Streckenende | 8,340                   | Daaden                           | 293 m                            |
| |                         |                                  |                                  |
| Quellen: |                         |                                  |                                  |

Die Bahnstrecke Betzdorf–Daaden, auch Daadetalbahn genannt, ist eine eingleisige Nebenbahn von Betzdorf an der Sieg nach Daaden im Westerwald. Die 9,9 Kilometer lange Stichbahn ist nicht elektrifiziert und wird im Schienenpersonennahverkehr (SPNV) seit dem 2. November 1994 von der Westerwaldbahn GmbH (WEBA) im Stundentakt befahren, wobei einzelne Taktabweichungen bestehen.
Ursprünglich begann die Daadetalbahn erst an der Abzweigstelle Grünebach, wo sie von der früher zweigleisigen Hellertalbahn von Betzdorf nach Haiger abzweigte. In Folge des eingleisigen Rückbaus dieser Strecke teilen sich seither jedoch zwei eingleisige und betrieblich vollständig voneinander getrennte Strecken die Trasse zwischen dem Bahnhof Betzdorf und dem Abzweig. Hierdurch verlängerte sich die ursprünglich 8,520 Kilometer lange Daadetalbahn um circa 1,5 Kilometer.

## Geschichte

### Planungen und Bau
Mit dem Aufschwung der Eisenindustrie im Sieg- und Hellertal um 1860 bemühte man sich, das Tal der Daade eisenbahntechnisch anzuschließen. Schon beim Bau der Deutz-Gießener Eisenbahn hatte man oberhalb des Alsdorfer Tunnels für eine anzulegende Zweigstrecke ins Daadetal eine Horizontale angelegt; eine Ausführung der Strecke war jedoch zum damaligen Zeitpunkt finanziell nicht möglich. Wiederholt trugen die Bürger der Region den Wunsch nach einer Stichbahn vom Haltepunkt Grünebach talaufwärts nach Daaden an die Behörden heran. Im Frühjahr 1882 führte dann die Königliche Eisenbahndirektion Köln Vorarbeiten durch. Nach Verhandlungen waren die ansässigen Industriellen bereit, die Grunderwerbskosten von 109.000 Mark zu tragen; einen weiteren Bauzuschuss von 25.000 Mark trugen die Gemeinden bei. Die geplante 8,35 Kilometer lange Bahn sollte ein Verkehrsgebiet von circa 75 km² mit rund 7000 Einwohnern erschließen. Hierbei spielten die Transporte der Gruben und Hütten im Daadetal eine wichtige Rolle; das Förderquantum betrug 1881 etwa 70.600 t. Die Baukosten wurden mit 775.000 Mark zuzüglich 120.00 Mark Grunderwerbskosten veranschlagt; 1883 erfolgte die Baugenehmigung als eingleisige Nebenbahn; Bauleitung und späterer Betrieb wurden 1885 dem Königlichen Eisenbahn-Betriebsamt Köln übertragen.
Die Daadetalbahn wurde 1885 vom Staat Preußen zunächst bis Biersdorf und am 1. März 1886 bis Daaden eröffnet. Die ersten 1,5 Kilometer bis zum Abzweig bei Alsdorf läuft sie parallel zur Hellertalbahn, die bereits am 1. Juli 1861 von der Cöln-Mindener Eisenbahn gebaut worden war. Ihre höchste Neigung beträgt 1:54,5; die Höhe über NN beträgt bei Betzdorf 186,29 m, bei Daaden 294,96 m.

### Nicht realisierte Ausbaubemühungen
Bereits 1882 gab es erste Überlegungen zur Verlängerung der Stichbahn bis zu einem Punkt der Oberwesterwaldbahn bei Westerburg; auch traten um 1906 Bürger-Komitees aus Bad Marienberg und Burbach an die Behörden heran. Eine Streckenplanung Daaden–Fehl-Ritzhausen wurde zwar in das Vorlagenprogramm von Preußen genommen; als der Erste Weltkrieg ausbrach, verschwand das Projekt von der Tagesordnung. 1928 gab es erneut Überlegungen, die Kleinbahn Scheuerfeld–Nauroth nach Daaden zu verlängern, was jedoch aufgrund des großen Höhenunterschiedes zu hohe Kosten bedeutet hätte und daher nicht realisiert wurde.

### Betrieb

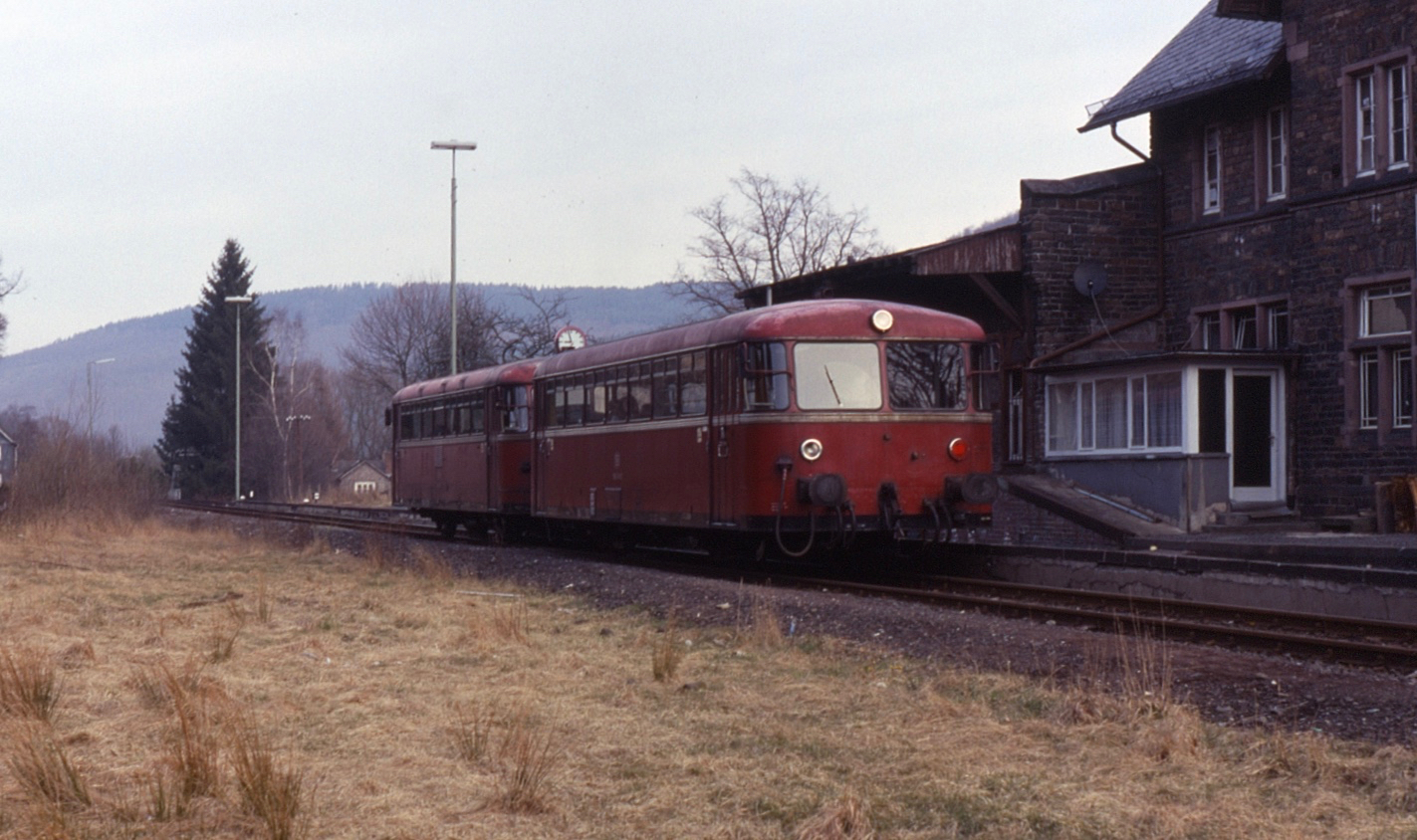
Schienenbusse 996 748 und 796 736 in Daaden, März 1993

Im Personenverkehr wurden 1888 lediglich 13.381 Fahrkarten verkauft; anfangs wurden nur vier Zugpaare eingesetzt. Erst 1943 verkehrten werktäglich sieben Zugpaare; die Steigerung dürfte an zunehmenden Arbeiter-Pendelverkehr in den Betzdorfer und Siegener Raum sowie am Schülerverkehr zum Gymnasium in Betzdorf gelegen haben. Der Abwärtstrend begann in den 1950er Jahren mit der Eigenmotorisierung der ansässigen Bevölkerung und den verbesserten Einkaufsmöglichkeiten in Daaden. Von Bedeutung für die Rentabilität der Strecke blieb der Güterverkehr für die an der Strecke liegenden Betriebe; darunter die Grünebacher Hütte sowie eine Eisengießerei und Maschinenfabrik in Grünebach, eine Kleineisenfabrik und zwei Eisenerzgruben (Pius und Eiserne Hardt) in Schutzbach, der Steinbruch Käusersteimel, die Hütte in Niederdreisbach, die Eiserfelder Steinwerke, die Grube Ohliger Zug, die Grube Füsseberg des Unternehmens Krupp in Biersdorf und die Klebsandgruben in Daaden. Hatte man bei der Planung mit zunächst 70.000 bis 80.000 Tonnen Frachtgut pro Jahr gerechnet, wurden diese Schätzungen anfangs nicht erfüllt; so lag die Beförderungsleistung bis 1893 bei etwa 50.000 bis 60.000 Tonnen und erreichte 1894 rund 98.000 Tonnen, 1905 dann 141.256 Tonnen und 1913 insgesamt 246.749 Tonnen, die sich aus 178.535 Tonnen Wagenladungen im Versand und 68.214 Tonnen im Empfang zusammensetzten. Der Güterverkehr war stets rentabler und umfangreicher als der Personenverkehr.
Nach dem Zweiten Weltkrieg ordnete die Französische Besatzungsmacht alle Bahnstrecken im nördlichen Teil ihrer Besatzungszone der Eisenbahndirektion Mainz zu, so auch die Bahnstrecke Betzdorf–Daaden.
Zum 30. September 1955 wurde der Haltepunkt Biersdorf in einen Bahnhof umgewandelt.
Mit der schrittweisen Auflösung der Bundesbahndirektion Mainz in den Jahren 1971/72 fiel die Zuständigkeit für die Strecke zum 1. Januar 1971 an die Bundesbahndirektion Wuppertal.

### Niedergang
Mit der Schließung der Eisenerzgrube Füsseberg 1965 und der zuvor beginnenden Stilllegung der Basaltbrüche und Kaolingruben entlang der Strecke ging der Güterverkehr stark zurück. Auch der Personenverkehr musste durch den zunehmenden Individualverkehr immer mehr eingeschränkt werden und wurde nach 14 Uhr durch Bahnbusse ersetzt. Rangier- und Abstellgleise wurden nun nicht mehr benötigt und der Reihe nach abgebaut. Im Jahr 1989 wurde der letzte Gleisanschluss in Niederdreisbach (Steinverladung) aufgegeben. Fortan verkehrte nur noch bei Bedarf eine Übergabe nach Daaden und zurück mit einer Lokomotive der Baureihe 290, auch diese wurde später eingestellt.

### Wiederaufnahme des Personenverkehrs
Nachdem die Deutsche Bundesbahn den Personenverkehr am 2. Oktober 1993 eingestellt hatte, wurde am 31. Mai 1995 zwischen dem Land Rheinland-Pfalz, dem Landkreis Altenkirchen (Westerwald), der Verbandsgemeinde Daaden, der Westerwaldbahn GmbH und der Deutschen Bahn AG ein Vertrag mit dem Ziel der Wiederaufnahme des Personenverkehrs durch die Westerwaldbahn GmbH geschlossen. Die Strecke wurde von der Deutschen Bahn AG komplett saniert und danach der Westerwaldbahn GmbH übereignet.
Am 11. Juni 2022 wurde der Haltepunkt Biersdorf (Ww) Bf, der ehemalige Bahnhof, letztmals bedient, da eine Sanierung im Rahmen der Barrierefreiheit sehr hohe Kosten bedeutet hätte und stattdessen der im Rahmen der Wiedereröffnung an besser geeigneter Stelle angelegte Haltepunkt Biersdorf (Ww) Ort genutzt werden kann.

## Zugangebot/Anschlüsse

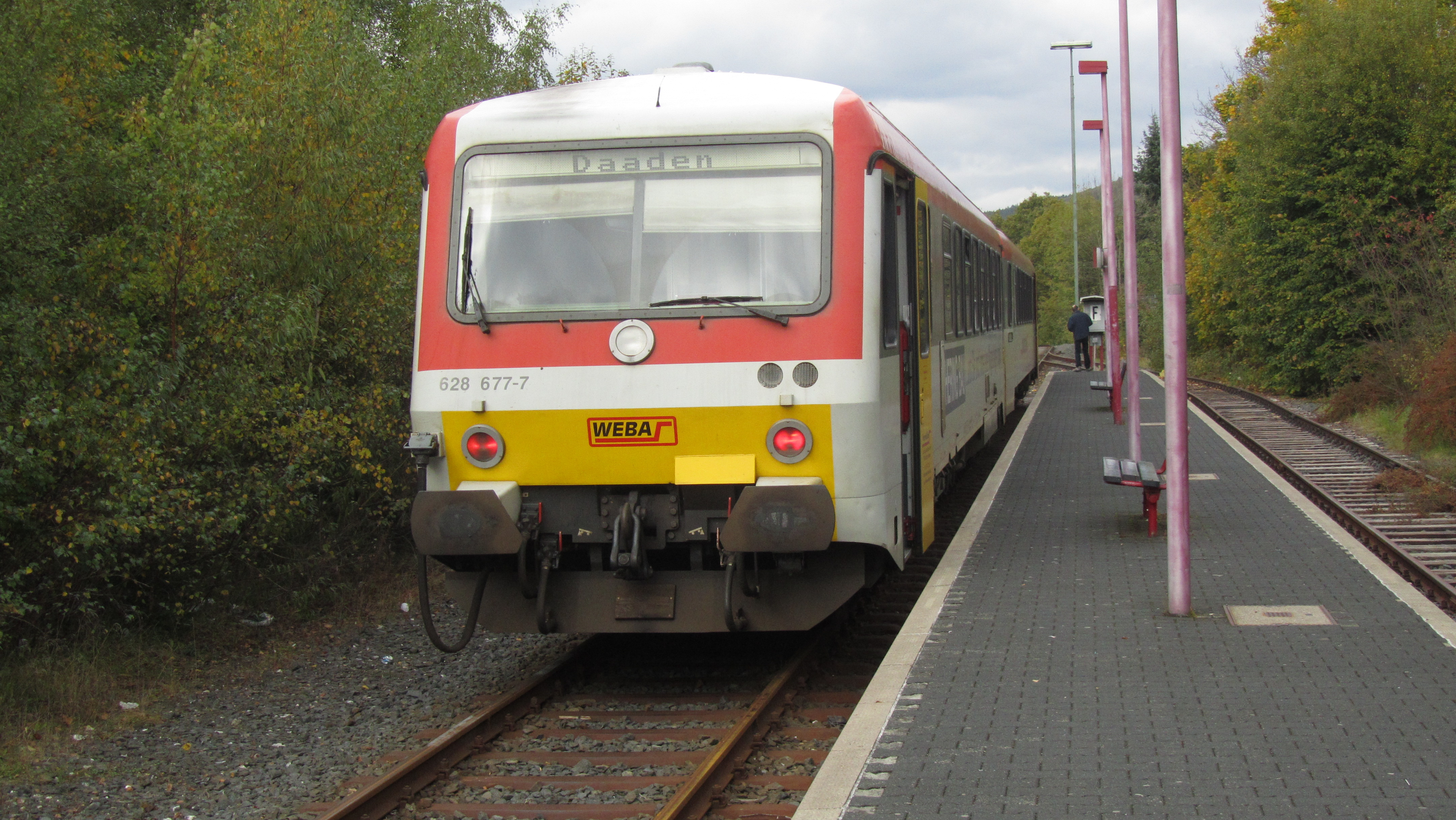
628 677 der Westerwaldbahn im Endbahnhof Daaden (Oktober 2010)

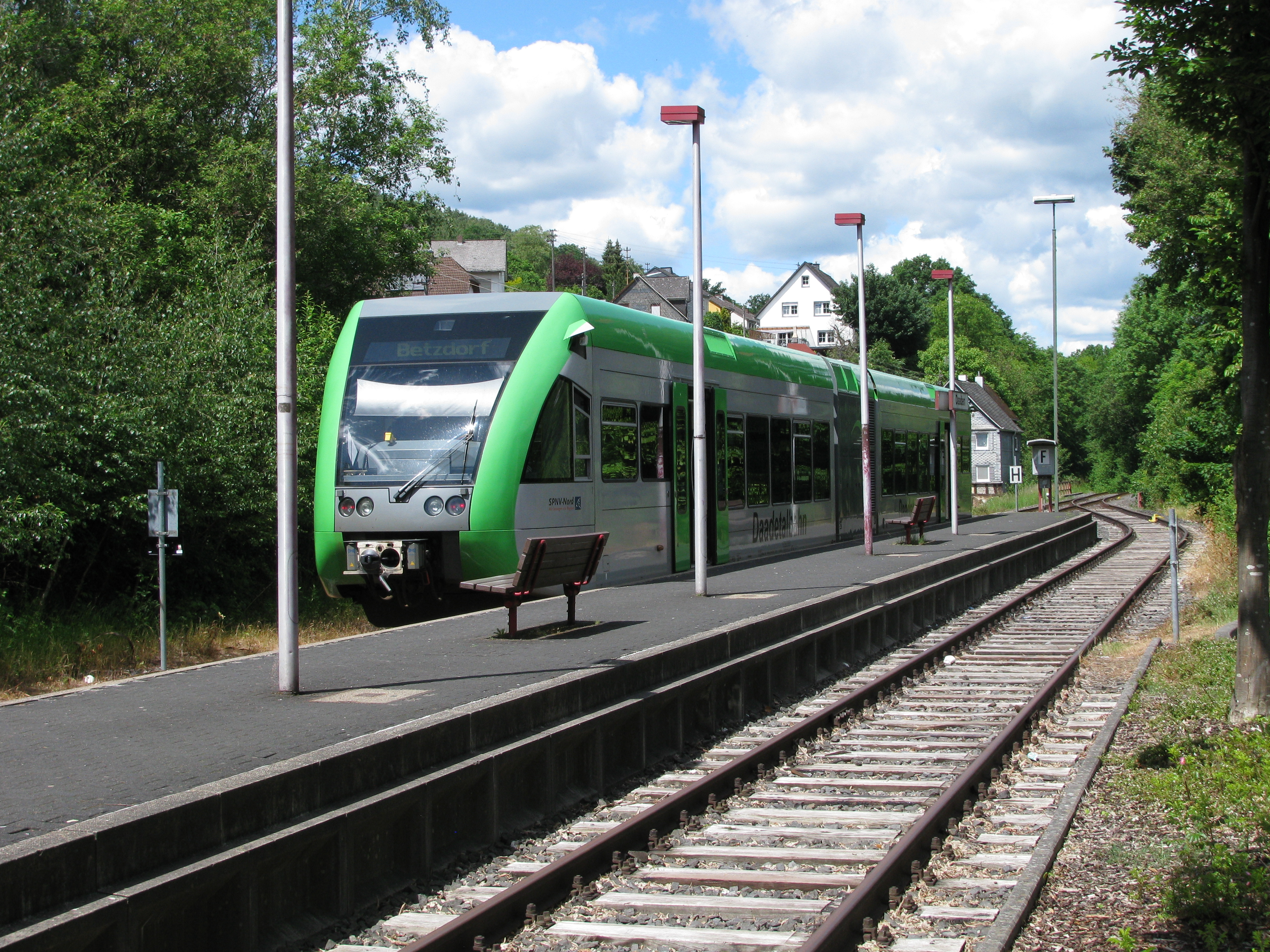
Einer der beiden modernisierten GTW ebenfalls dort (Mai 2022).

- Die Daadetalbahn wird im SPNV täglich im Stundentakt (mit einzelnen Taktlücken und Taktabweichungen im Schülerverkehr) von der RB 97 der Westerwaldbahn GmbH befahren. Eingesetzt wurden bis Mai 2016 zwei Dieseltriebwagen der Baureihe 628.4. Die ursprünglich für den Schülerverkehr angeschafften, modernisierten VT 24 und VS 23 wurden an die IGEBA Ingenieurgesellschaft Bahn in Krumbach (Schwaben) verkauft und im September 2009 aus dem Westerwald abgefahren. Nach Ausschreibung des Betriebes fahren seit dem 9. Mai 2016 zwei Stadler GTW 2/6[12]. Die ersten beiden kamen von der Hellertalbahn GmbH und wurden vor ihrem neuen Einsatz bei der Euromaint Rail GmbH (EMR) in Delitzsch modernisiert und hauptuntersucht. Ihnen folgten 2023 zwei andere von der Hessischen Landesbahn, mit denen der Betrieb bis zum Ende der separaten Ausschreibung 2029 möglich ist.

- Am nördlichen Endpunkt in Betzdorf bestehen Umsteigemöglichkeiten zum Rhein-Sieg-Express (RE 9) in Richtung Siegen und Aachen, zur Westerwald-Sieg-Bahn (RB 90 und 93) in Richtung Limburg (Lahn) und Siegen bzw. Kreuztal sowie zur Hellertalbahn (RB 96) in Richtung Dillenburg. Ferner bestehen Anschlüsse an die VRM-Buslinie 290 (Betzdorf–Niederfischbach–Freudenberg) und an die Linien 270 und 271 in die Verbandsgemeinde Betzdorf-Gebhardshain. Auch der Haltepunkt Alsdorf (Westerwald) eignet sich zum Umstieg in die Züge der Linie RB 96, da der Bahnhaltepunkt Grünebacherhütte der Hellertalbahn fußläufig nur rund 100 Meter entfernt liegt.

- Der südliche Endpunkt Daaden ist ein wichtiger Umsteigepunkt auf die Busse der VRM-Linien 276 (Daaden–Friedewald–Elkenroth–Bindweide), 277 (Daaden–Nisterberg), 295 (Daaden–Herdorf–Katzenbach–Kirchen) und 455 (Daaden–Bad Marienberg) sowie auf Busse der VGWS-Linie R23 (Daaden–Herdorf–Neunkirchen).

- Die Züge der Daadetalbahn verkehren im Auftrag des Zweckverband Schienenpersonennahverkehr Rheinland-Pfalz Nord (SPNV Nord) nach dem Rheinland-Pfalz-Takt.

## Tarife
Da der Landkreis Altenkirchen (Westerwald) am 1. Januar 2009 dem Verkehrsverbund Rhein-Mosel (VRM) beigetreten ist, gelten auf der Daadetalbahn sowie für Fahrten innerhalb des Landkreises und in andere Kreise, welche Mitglied im VRM sind, die Tarife des Verkehrsverbundes Rhein-Mosel (VRM).
Für Fahrten mit Start oder Ziel im Verkehrsverbund Rhein-Sieg (VRS) und nahe gelegenen Orten im Westfalentarif gelten deren jeweilige Tarife aufgrund entsprechender Übergangsregelungen. Obwohl die komplette Strecke in Rheinland-Pfalz liegt, darf sie aufgrund dessen auch mit den Pauschalpreis-Tickets des NRW-Tarifes, etwa dem Angebot Schöne Fahrt NRW, benutzt werden.
Dementsprechend sind auf der Daadetalbahn auch die landesweiten Angebote Rheinland-Pfalz-Ticket, NRW-Ticket und Quer-durchs-Land-Ticket gültig.